# Markt (Bonn)

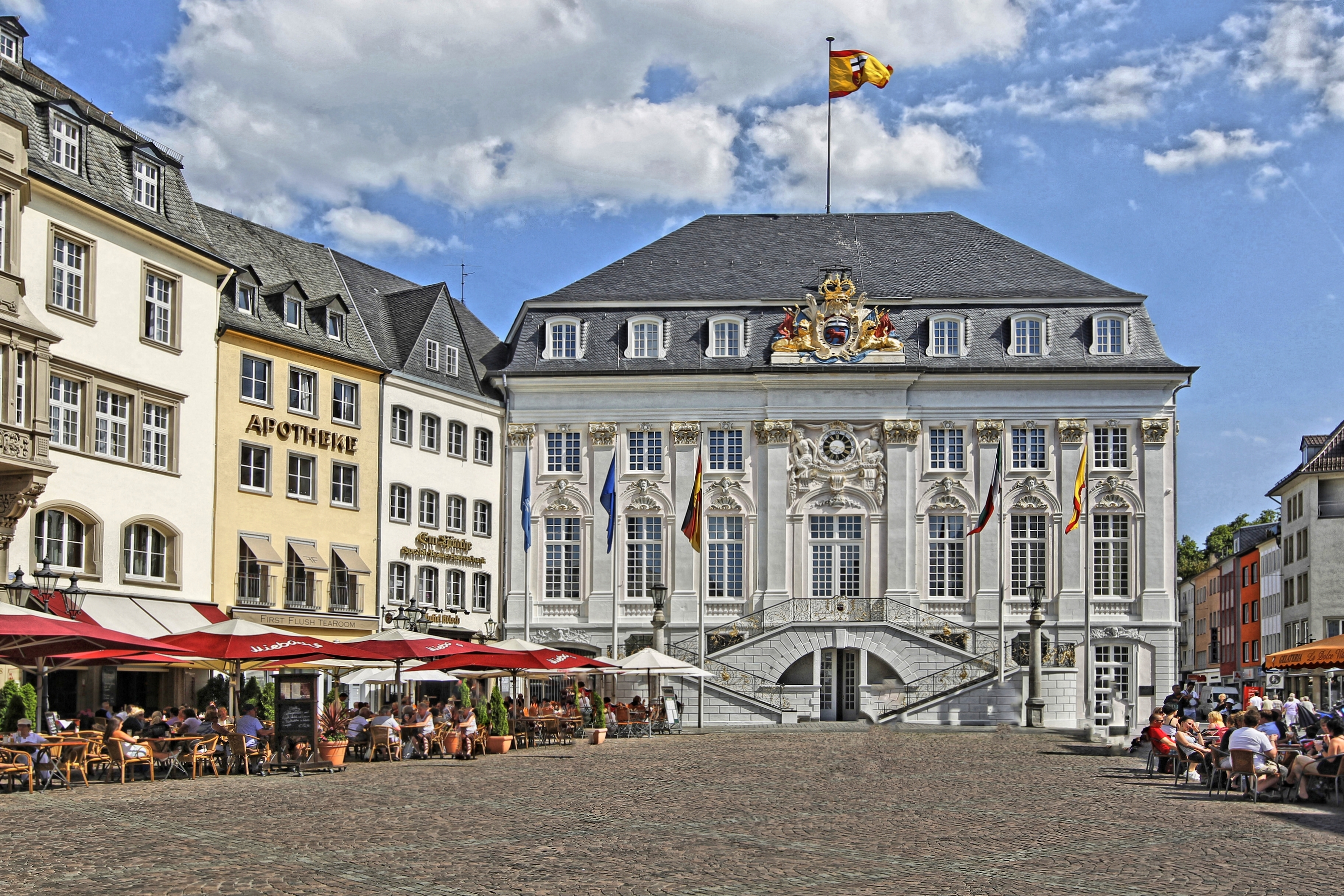
Marktplatz mit Altem Rathaus (2011)

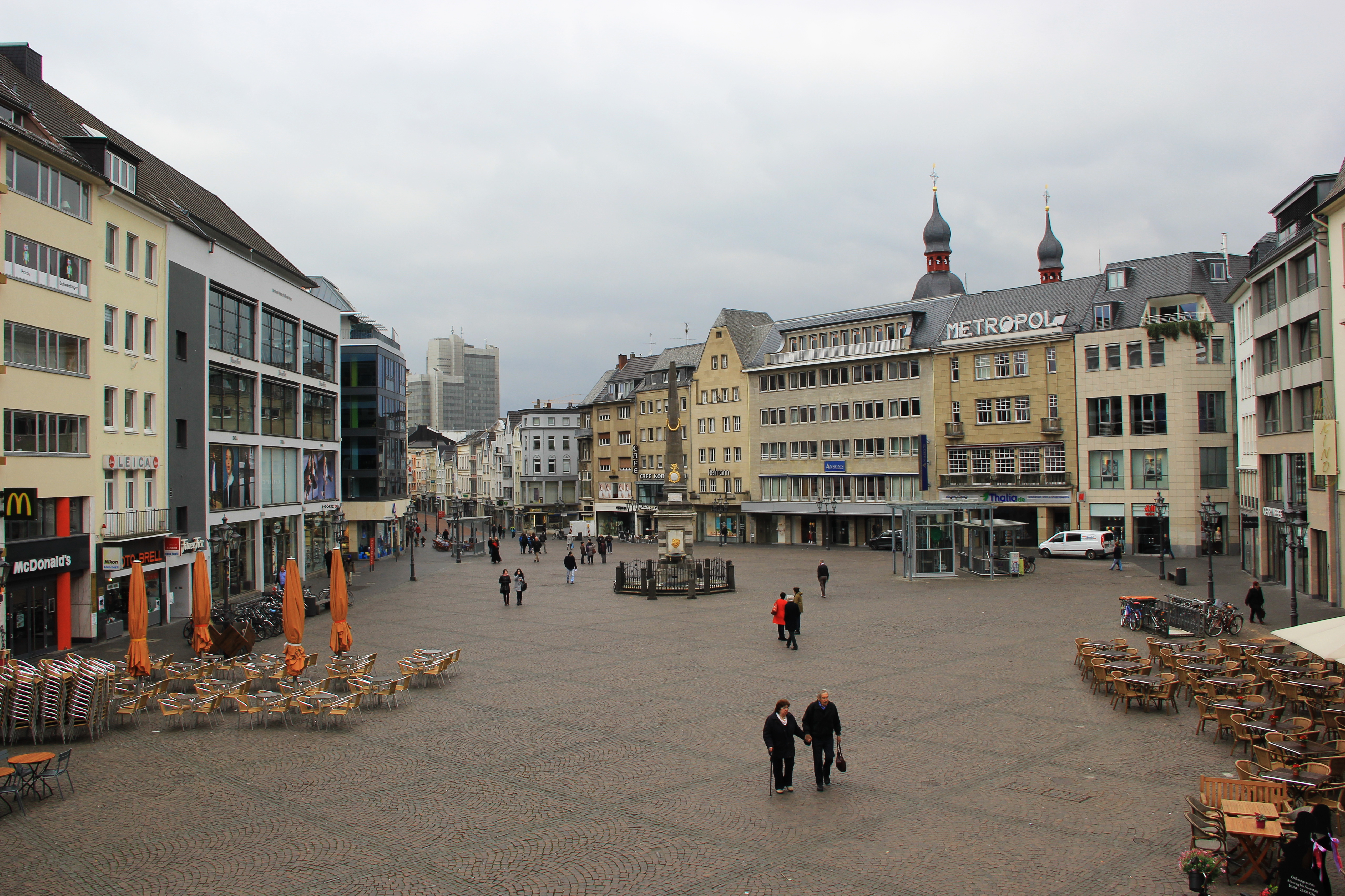
Blick auf den mittleren und westlichen Teil des Marktplatzes, im Hintergrund das Stadthaus (2016)

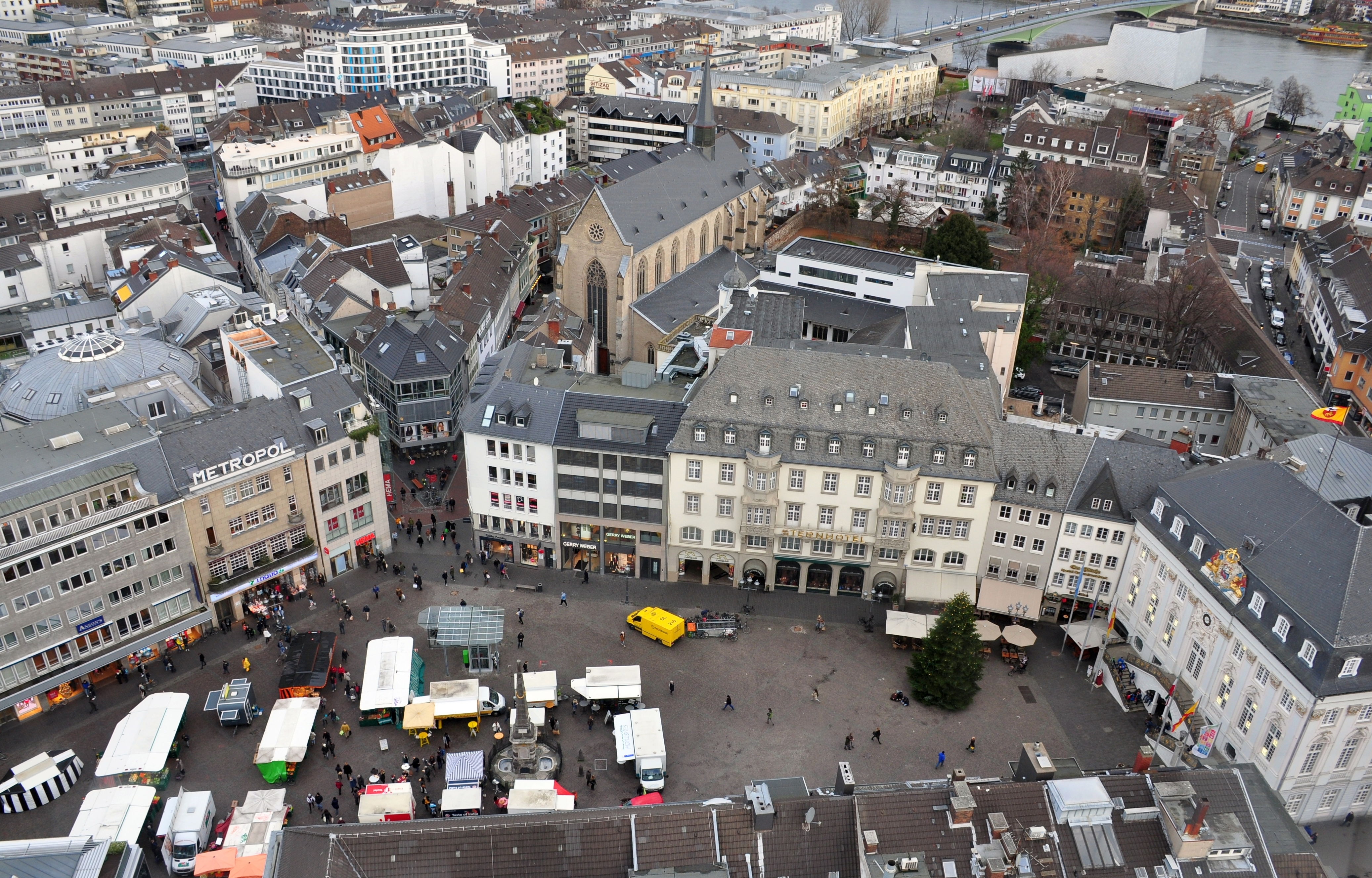
Der mittlere und östliche Teil des Marktplatzes von oben (2018)

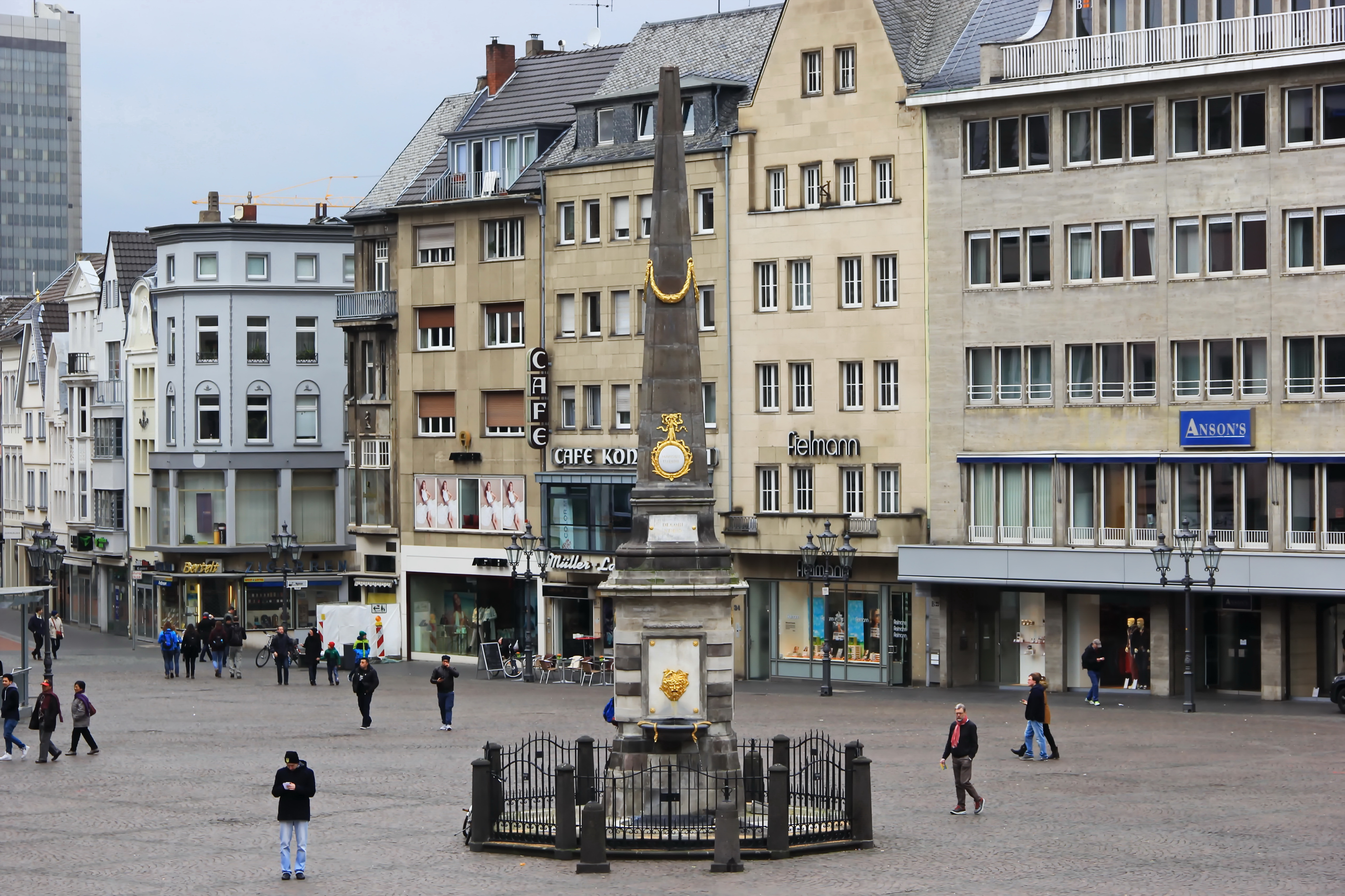
Marktfontaine

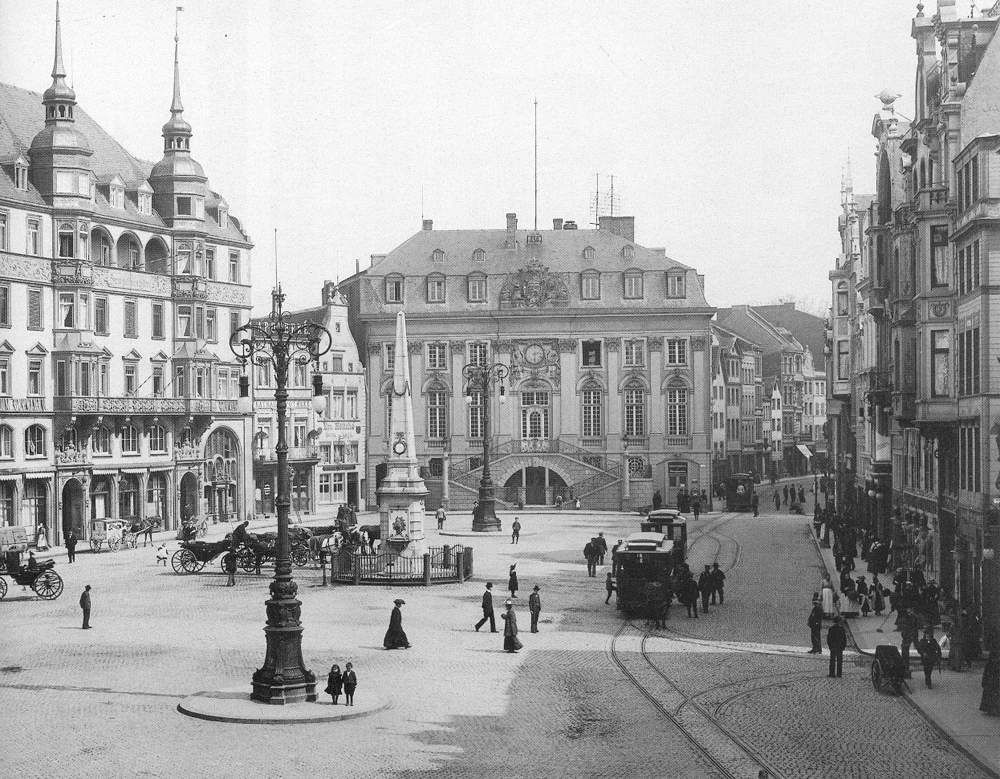
Blick über den Marktplatz auf das alte Rathaus im Jahr 1904, links das Hotel „Zum goldenen Stern“

Der Markt ist ein Platz in Bonn. Er entstand im 11. Jahrhundert als Mittelpunkt einer Gewerbesiedlung an einer vielbefahrenen Straße durch Bonn. Seine Form ist annähernd dreieckig. In seiner Mitte befindet sich die sogenannte Marktfontaine (auch Obelisk genannt) und an seiner Kopfseite das alte Rathaus, das im Stil des Rokoko erbaut wurde. Auf dem Marktplatz findet der tägliche Bonner Markt statt.
Am Marktplatz befindet sich eine Vielzahl von historischen Gebäuden. Bekannte Bauwerke sind außer dem Rathaus die historische Gaststätte „Em Höttche“ aus dem Jahr 1389, wo Kurfürst Gebhard Truchsess von Waldburg am 2. Februar 1583 seine Hochzeit mit Agnes Gräfin von Mansfeld feierte, was zum Ausbruch des „Kölnischen Kriegs“ führte.
Weithin bekannt war das vornehme Hotel „Zum goldenen Stern“ (1894/95 abgebrochen), heute „Sternhotel“ (Markt 8), dessen Ballsaal auch zu Konzerten genutzt wurde. Im Rahmen einer Soiree von Clara Schumann fand dort am 12. November 1853 die Uraufführung der Märchenbilder op. 113 von Robert Schumann statt, gespielt von Wilhelm Joseph von Wasielewski (Viola) und Clara Schumann (Klavier). Ein weiteres, heute nicht mehr vorhandenes Gebäude war die Gaststätte „Zehrgarten“, in der Ludwig van Beethoven verkehrte. Das zeigt sein 1792 angelegtes Stammbuch, in dem sich mehrere Gäste des Lokals eintrugen, darunter die Wirtstochter Babette Koch und deren Bruder.
Die öffentliche Tiefgarage unter dem Marktplatz wurde nach gut eineinhalbjähriger Bauzeit am 7. November 1970 eröffnet.
60 Bronzebücher im Pflaster des Bonner Marktes fungieren als „Lese-Zeichen“ und sind Teile des Erinnerungsmals Bücherverbrennung. Am Jahrestag des 10. Mai 1933 wird eine ebenfalls in den Boden eingelassene Büchertruhe gehoben und aus den darin befindlichen Werken zitiert.